# Settmarshausen
Settmarshausen is een dorp in de gemeente Rosdorf in het Landkreis Göttingen in Nedersaksen in Duitsland. In 1973 werd het bij Rosdorf gevoegd. 
Het dorp werd voor het eerst, als Sehtmanneshusen genoemd in 1315. De dorpskerk werd gebouwd in 1774, de weertoren bij de kerk is aanzienlijk ouder.